# Индийский журавль
Индийский журавль, или журавль антигона (лат. Antigone antigone) — птица, самый крупный представитель семейства журавлей. Обитает на юге Азии — главным образом в Индии, а также в странах Индокитая. Замечен в Австралии. Общая численность составляет 15,5—20 тыс. птиц, в целом стабильна. Находится под охраной международных и национальных законодательств.

## Описание
Самый крупный журавль, его рост в среднем составляет 176 см, вес 6,35 кг, а размах крыльев 240 см. Оперение голубовато-серое. На голове и верхней части шеи перья почти отсутствуют. На темени кожа гладкая и имеет бледный зеленоватый оттенок. Остальная часть головы и верхняя часть шеи покрыта оранжево-красной кожей. Голая красная кожа головы и шеи взрослых особей становится ярче в период размножения. Эта кожа грубая и пупырчатая, а узкая область вокруг и за головой покрыта черными щетинистыми перьями  В районе ушей имеются небольшие пятнышки бледно-серых перьев. Клюв довольно длинный, бледно-зелёный. Ноги красноватые. Половой диморфизм (видимые различия между самком и самкой) не выражен, хотя в паре самцы выглядят несколько крупнее. У молодых птиц голова покрыта светло-коричневыми перьями, а пятнышко серых перьев в районе ушей выражено слабо либо незаметно.

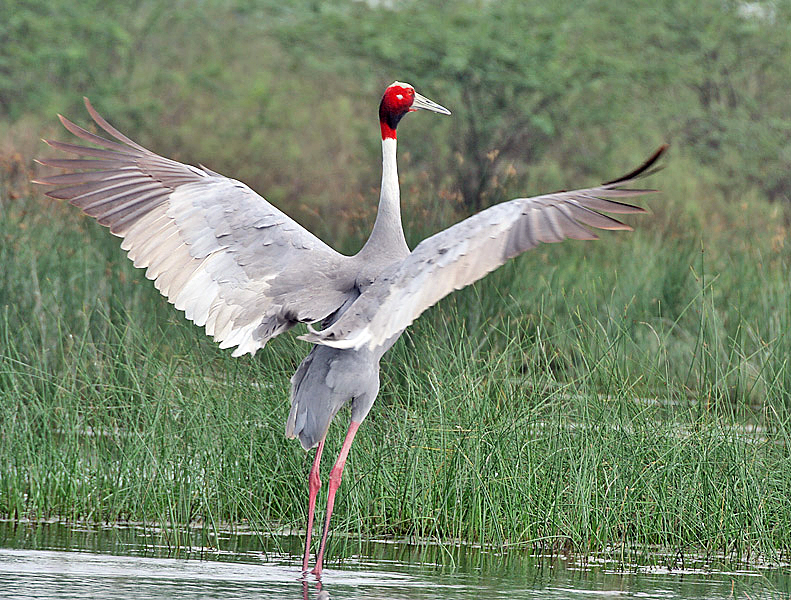
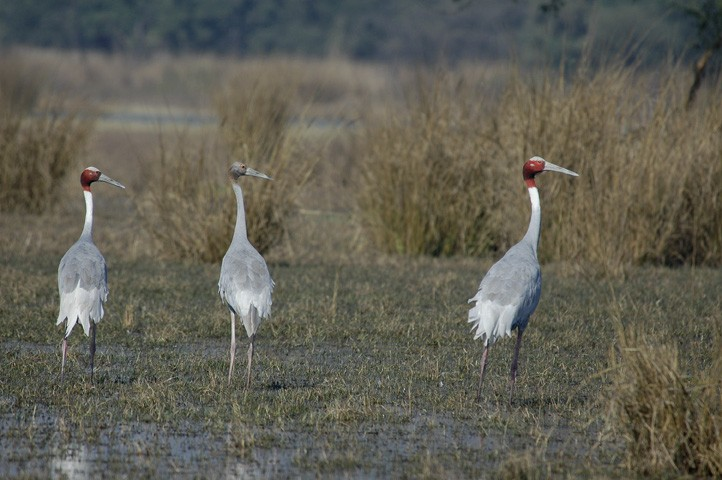
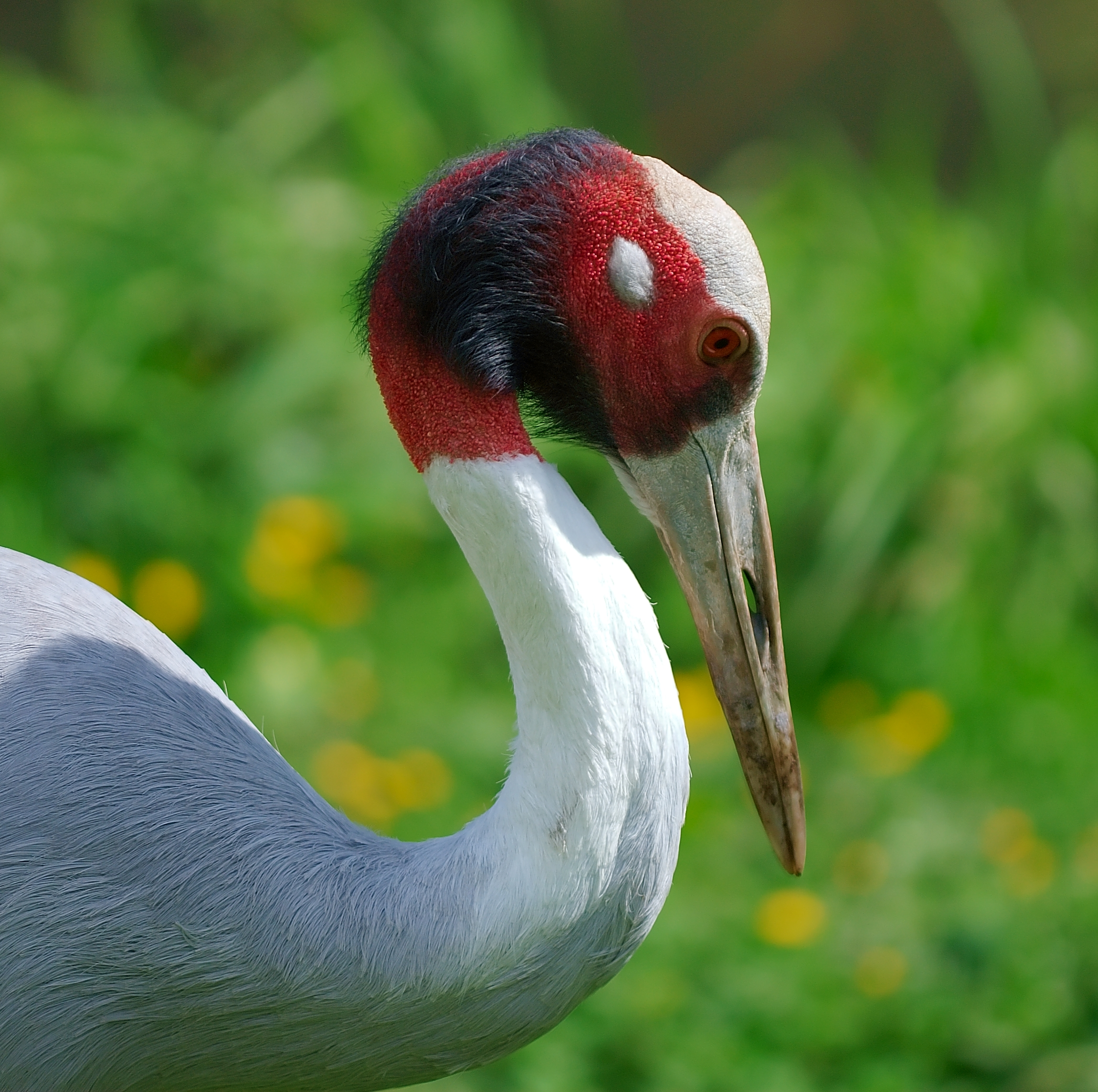

## Подвиды
Различают три подвида индийских журавлей, различающихся морфологическими особенностями:
- A. a. antigone — самый высокий подвид. Отличается наличием воротничка белых перьев на шее и белыми маховыми перьями.
- A. a. sharpii — несколько более тёмный подвид. Оперение монотонное.
- A. a. gilli — австралийский подвид.

Кроме того, также известен один вымерший подвид этой птицы:
- † A. a. luzonica — филиппинский подвид.

## Распространение
Распространён в Южной и Юго-Восточной Азии: на равнинах севера, северо-запада и запада Индии, в тераях Непала, в странах Индокитая — Мьянме, Вьетнаме и Камбодже. Небольшие группы журавлей отмечены в Пакистане. В китайской провинции Юньнань и Лаосе популяция индийский журавлей либо полностью исчезла, либо находится на грани исчезновения. Также с середины XX века не регистрируются случаи пребывания птиц в Таиланде. В 1967 году новый подвид G.a.gilli был обнаружен и зарегистрирован на северо-востоке Австралии. Полагают, что ранее индийский журавль обитал и на Филиппинах, где находят останки отдельного подвида A. a. luzonica, в настоящее время вымершего.
Обитает в широком спектре природных условий, однако необходимым условием является наличие заболоченных мест. Подвид A. a. antigone легко адаптируется к присутствию человека в густонаселённых районах и гнездится даже на небольших увлажнённых участках, если их сильно не беспокоить. Их также можно встретить на более высоких открытых ландшафтах, поросших высокой травой и кустарниками, а также на полях под паром и других сельскохозяйственных угодьях. Подвид A. a. sharpii менее толерантен к человеку и полностью зависит от наличия природных заболоченных земель в любое время года. Австралийский подвид A. a. gilli гнездится во время местного сезона дождей, а в другое время года кормится в более высоких районах — лугах и засеянных полях.

## Размножение
Половая зрелость молодых птиц наступает на втором-третьем году жизни. Моногамен, пары сохраняются в течение жизни.
Сезон размножения варьирует в зависимости от климатических условий, но в целом привязан к сезону дождей. Благодаря оседлому образу жизни репродуктивность индийских журавлей считается выше, чем у других видов. В Индостане размножение происходит в основном в июле-октябре, по окончании муссонных дождей, хотя может продолжаться и в течение года за исключением мая-июня. В Индокитае, где обитает G.a.sharpii, сезон размножения привязан к муссонам юго-восточной Азии. В Австралии журавли гнездятся в январе-июле.

Как и у других видов журавлей, состоявшаяся пара отмечает своё соединение совместным характерным пением, которое обычно издаётся с запрокинутой головой и поднятым вертикально вверх клювом и представляет собой череду сложных протяжных мелодичных звуков. При этом самец всегда расправляет крылья, а самка держит их сложенными. Первой начинает кричать самка и на каждый возглас самца отвечает два раза. Ухаживание сопровождается характерными журавлиными танцами, которые могут включать в себя подпрыгивание, перебежки, хлопанье крыльями, подбрасывание пучков травы и наклоны.

Поведение пары журавлей
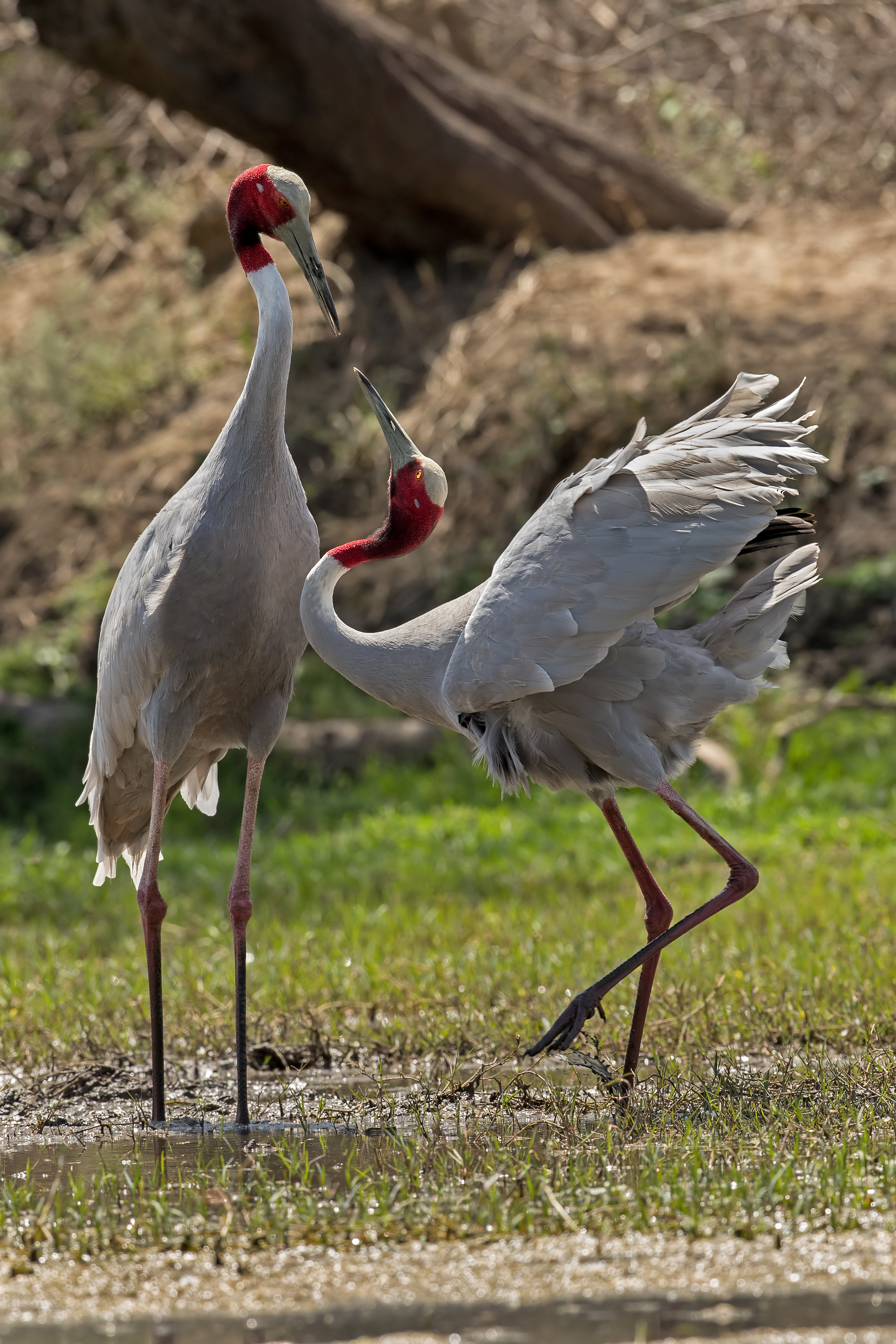
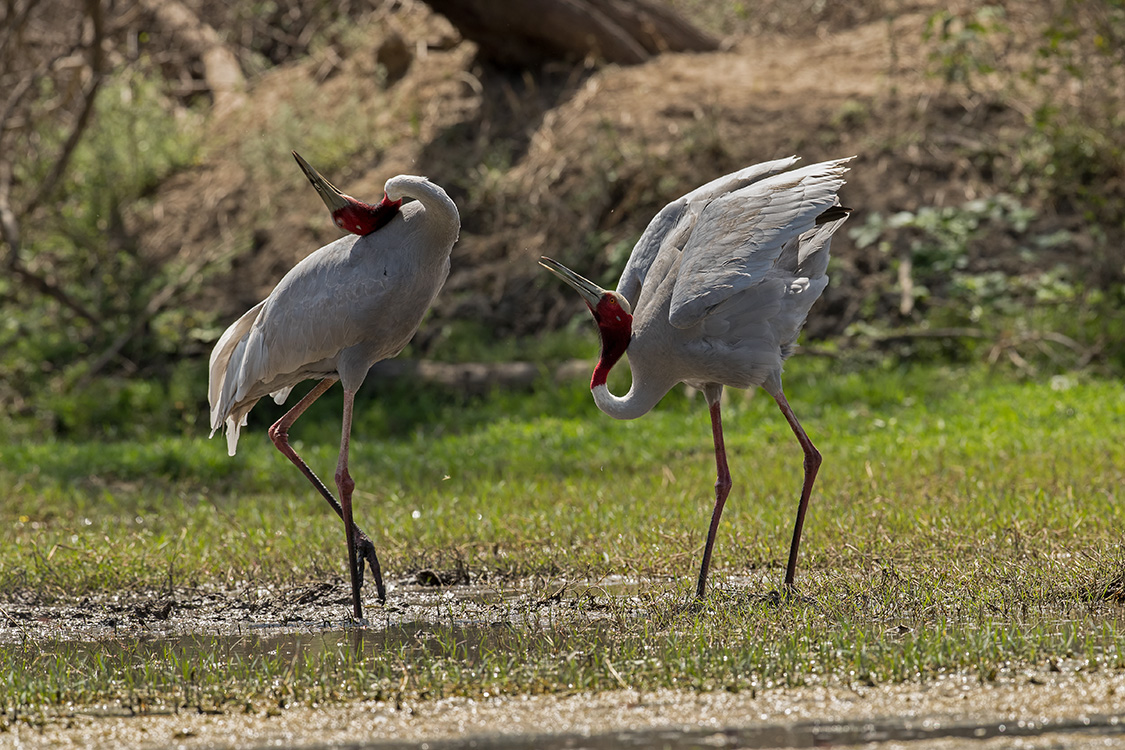
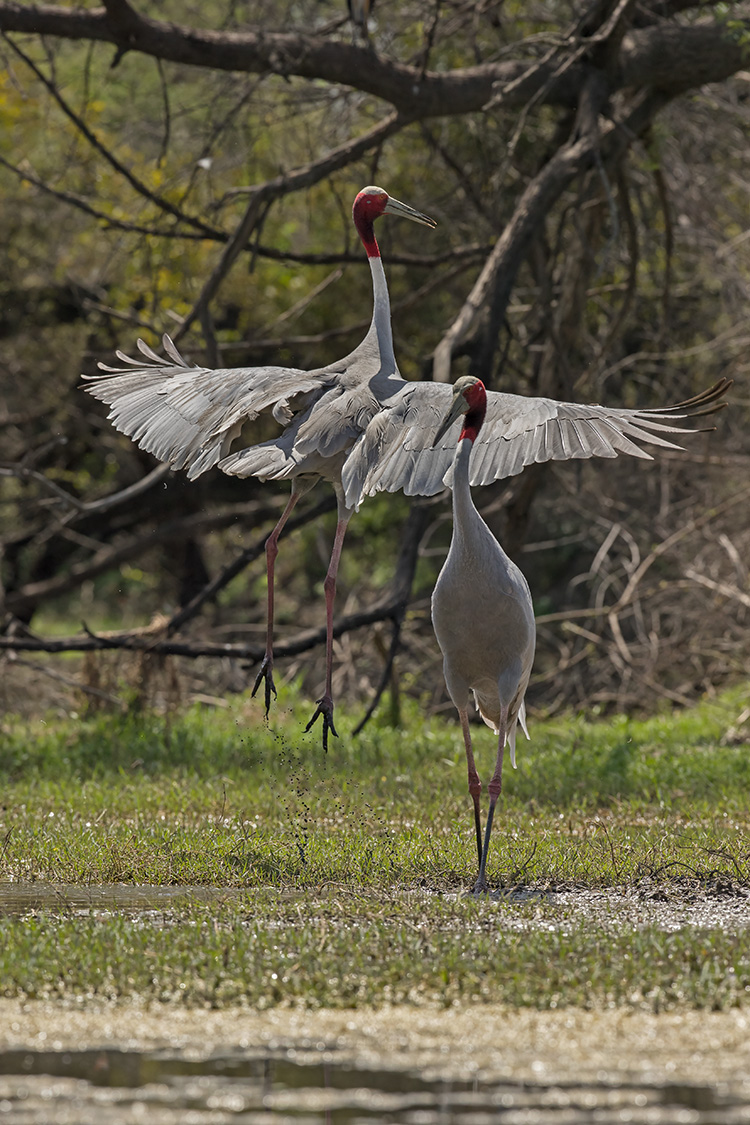
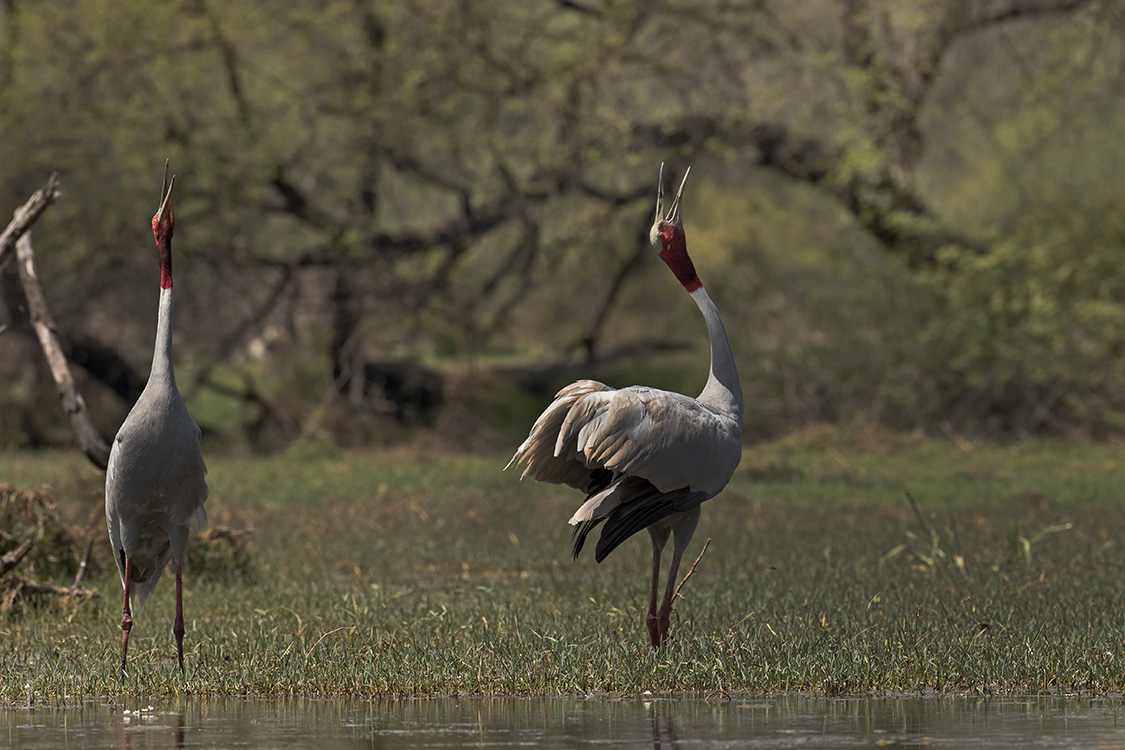

Гнездо индийские журавли как в лесных, так и на и открытых травянистых ландшафтах, посреди постоянных или сезонных мелководных болотец с хорошим обзором, на берегах прудов, вдоль каналов и ирригационных канав и на рисовых полях. В отличие от других видов журавлей индийский журавль может построить гнездо в редколесье или на лугу, но при наличии болотистой частично погружённой в воду растительности. Гнездо представляет собой большую бесформенную кучу различной доступной растительности и может значительно различаться по размеру, но в среднем имеет около 3 м в диаметре в основании и около 1 м в диаметре на вершине.

Самка откладывает 1—3 (чаще всего 2) светлых нежно-кремовых яйца с бледными крапинками. Интервал между яйцами составляет примерно 48 часов так, что каждый последующий птенец вылупляется позднее и объективно становится более слабым по сравнению со своими старшими собратьями. Инкубационный период длится 31—34 дня; оба родителя участвуют в насиживании, хотя большую часть времени проводит в гнезде самка, а основная функция по охране гнезда ложится на самца. Птенцы становятся на крыло через 50—65 дней. Как правило, выживает только старший птенец, так имеет больше преимуществ, следуя за родителями в поисках пропитания.

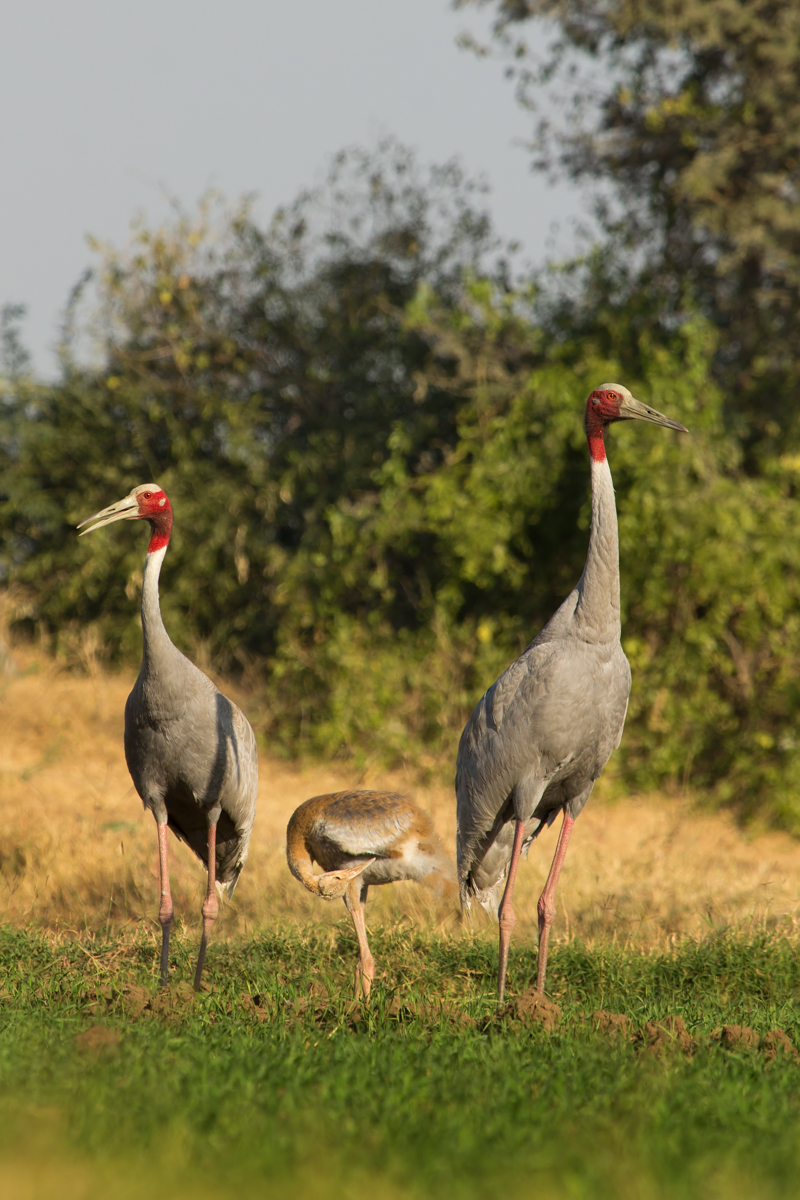
Пара взрослых с молодым
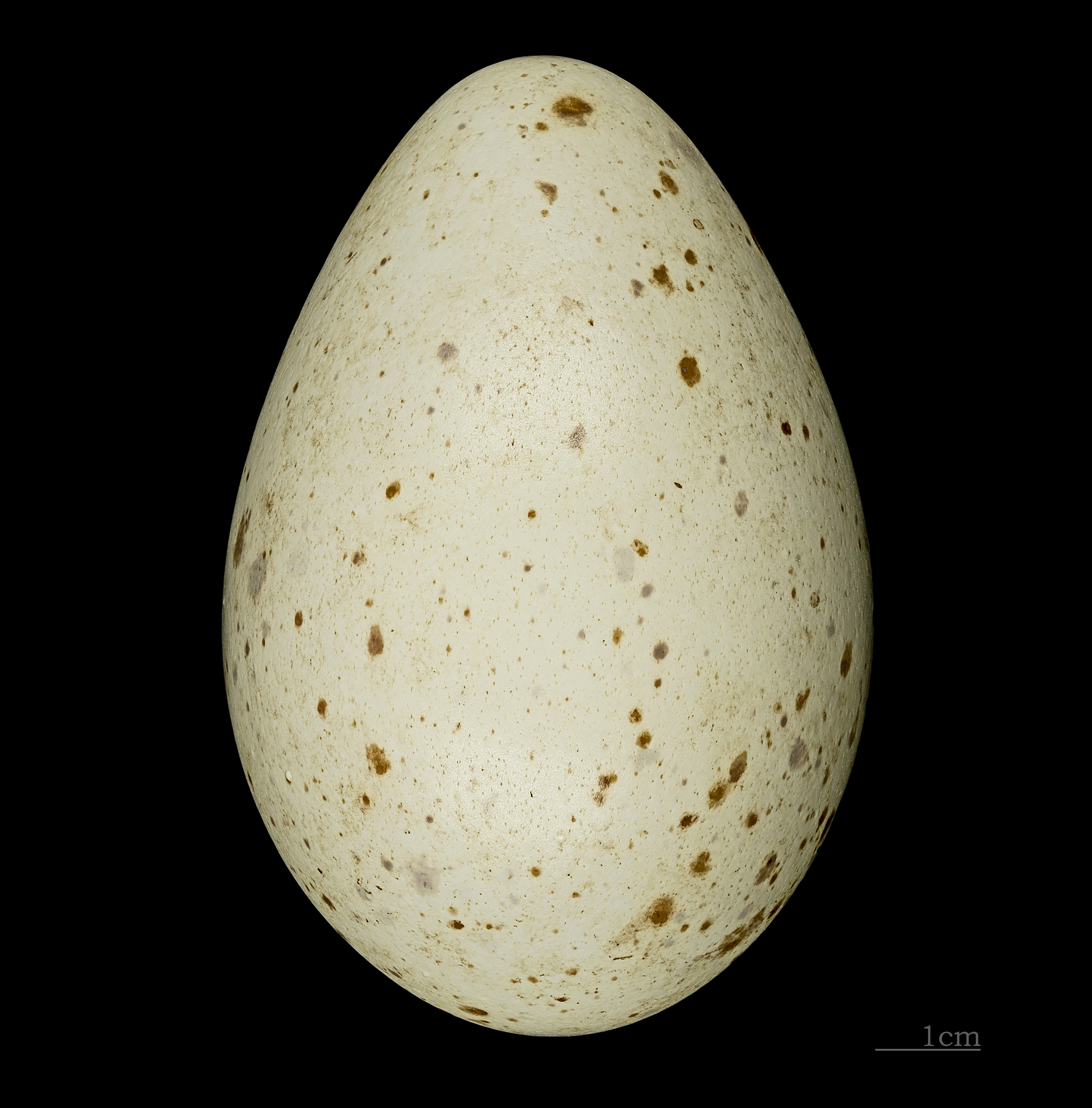
Яйцо в Тулузском музее

## Питание
Индийские журавли всеядны — поедают как растительную, так и животную пищу: побеги, корневища и луковицы водных и околоводных растений; земляные орехи арахис, зерно, земноводных (в основном лягушек), ящериц, змей, насекомых (в частности кузнечиков), моллюсков. Иногда питаются пресноводной рыбой различных размеров. Имеются сообщения о поедании яиц других птиц, таких как чёрная кряква (лат. Anas poecilorhyncha), малая горлица (лат. Streptopelia senegalensis) и китайская горлица (лат. Streptopelia chinensis).

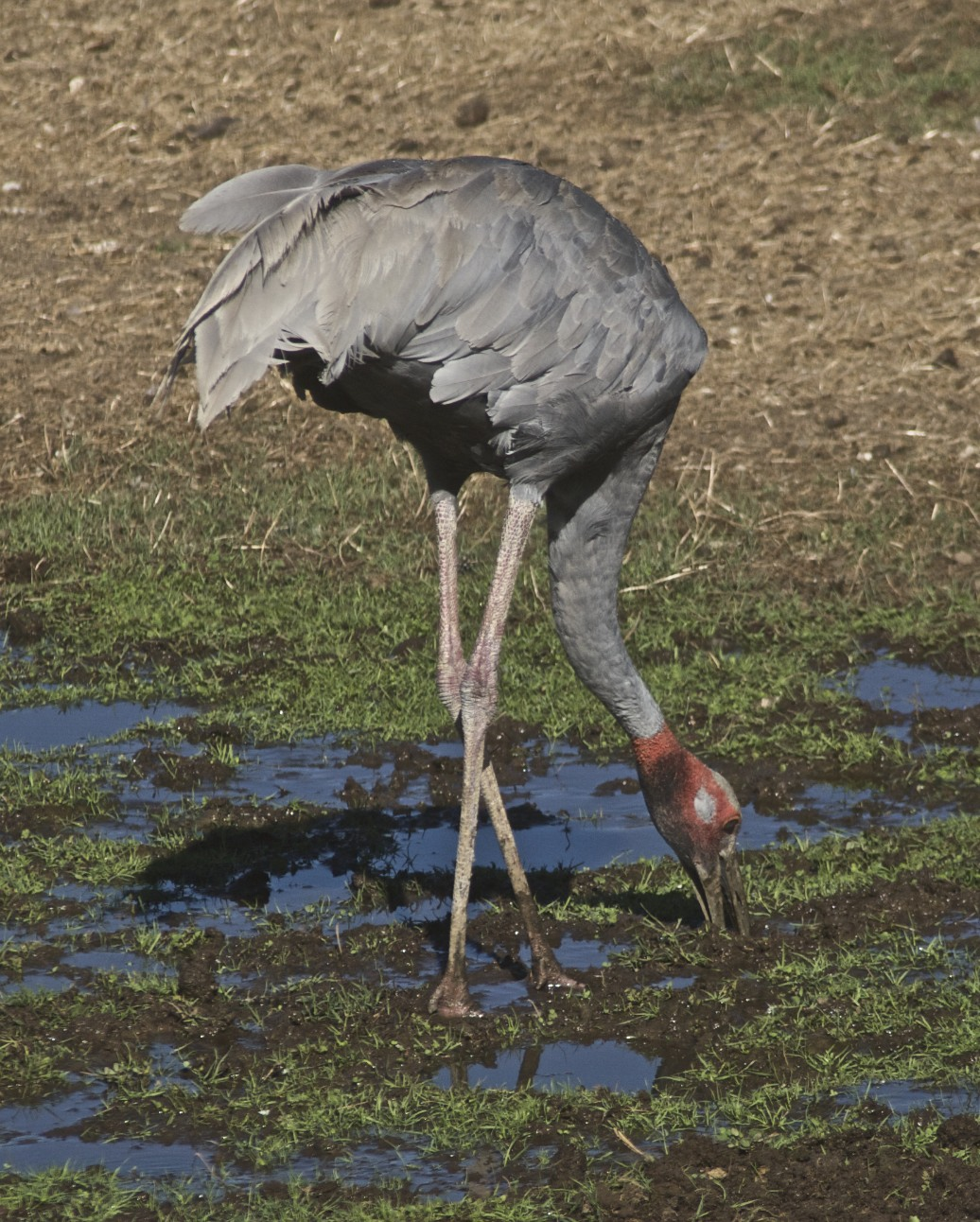
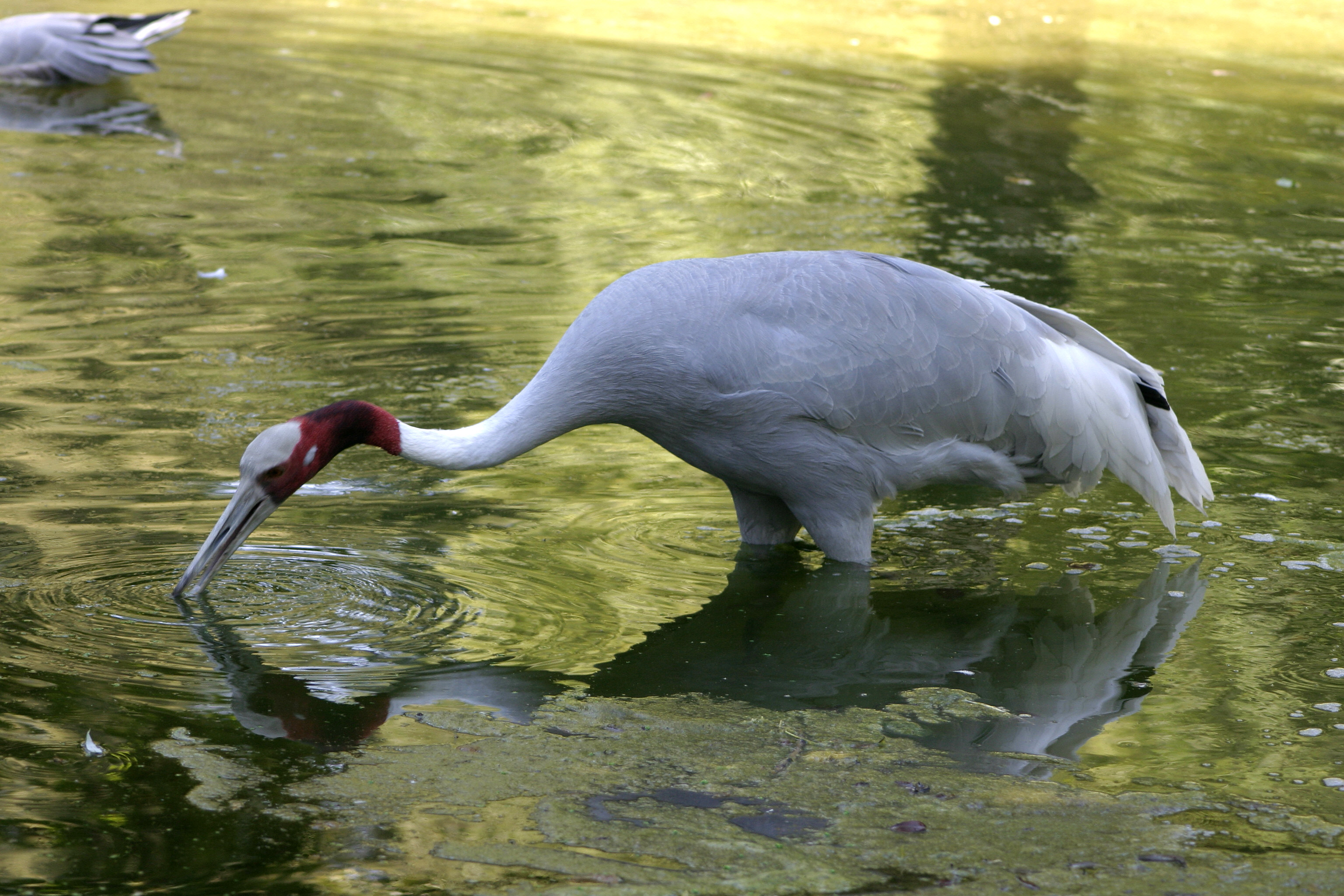

## Угрозы и охрана
Ранее индийский журавль был более распространён и многочисленен, но за последние годы в связи с деградацией земель, пригодных для гнездовий, и увеличением численности населения его популяция сократилась. Однако в связи с хорошей адаптацией этого вида к различным климатическим условиям (в особенности подвида G.a.antigone) и особым покровительством местного населения его численность в ряде регионов остаётся стабильной. Тем не менее, основными факторами риска этого вида называются осушение болот, освоение земель под сельское хозяйство, загрязнение окружающей среды, использование пестицидов и растущая плотность населения.
Птица включена в список Международной Красной книги, как вид, подверженный опасности вымирания.